# Политика Аргентины
Как и большинство стран латиноамериканского региона, Аргентина — президентская республика.

## Конституционный строй
Государственный строй Аргентины — как и в большинстве стран Латинской Америки скопирован с США. Исполнительная и законодательная власти разграничены, действуют независимо и не ответственны друг перед другом. Законодательным органом является Конгресс, состоящий из Палаты депутатов (257 кресел) и Сената (72 кресла).
Исполнительная власть состоит из избираемого населением страны Президента и назначаемого им Кабинета министров. Избираемый в паре с президентом вице-президент — как и в США — формально председательствует в Сенате. В 1995 году для общего руководства деятельностью Кабинета министров была введена — по европейскому образцу — должность Главы кабинета. Кроме того, особенное положение в аргентинском кабинете занимает министр иностранных дел, который носит название Канцлера.
Судебную систему страны возглавляет Верховный суд, исполняющий также функции конституционного суда — опять же, по американскому образцу. Формирование Верховного суда в Аргентине имеет свои особенности. Как и в США, его члены назначаются Президентом с одобрения Сената, но кандидатов на должности судей в Аргентине предлагает Совет магистратуры — орган самоуправления судейского сообщества, заимствованный из французской конституционной системы. Совет магистратуры формируется президентом из судей Верховного суда и членов Конгресса.

## Избирательная система
Избирательные циклы в Аргентине организованы подобно американским: каждые четыре года проводятся выборы Президента и каждые два года наполовину переизбирается Палата депутатов и на треть — Сенат. Таким образом, член Палаты занимает своё кресло в течение четырёх лет, а сенатор — шесть лет.
Аргентинский президент прежде, как и в США, избирался на непрямой основе — через Коллегию выборщиков, но с 1995 года выборы Президента стали прямыми.
Избирательная система Аргентины в XX веке подвергалась многочисленным изменениям из-за нестабильной политической обстановки. Современная избирательная система оформилась после установления гражданской власти в 1983 году.

## Партии
Политические силы в Аргентине после Второй мировой войны можно разделить на четыре неравномерные группы. Основная борьба долгое время шла между популизмом (перонистская Хустисиалистская партия) и левоцентристами (Гражданский радикальный союз). В лагере перонистов некогда единая Хустисиалистская партия раскололась на доминирующую левую группировку (Фронт за победу Нестора Киршнера) и несколько противостоящих ей правых (неолиберальных и националистических) групп.
Правые силы традиционно были разрозненными, но консолидировались в партии Действие за республику (Acción por la República).
Региональные партии представляют собой четвёртую основную политическую силу в Аргентине, которая особенно укрепила свои позиции в последнее время.
В последние годы на авансцену в правой части политического спектра вышла коалиция PRO (Propuesta Republicana), в рамках которой партия Recrear объединилась с несколькими региональными партиями.